# Jana Štroblová
Jana Štroblová (* 1. července 1936 Praha) je česká básnířka, spisovatelka a překladatelka, autorka knížek pro děti a mládež. Napsala na dvě desítky básnických sbírek, její verše vyšly v mnoha výborech, antologiích a také v zahraničních překladech. Je autorkou několika próz a řady leporel a knížek pro děti. Její obsáhlá překladatelská činnost je spojená především s dílem ruské exilové básnířky Mariny Cvetajevové. Ve spolupráci se sinologem Josefem Kolmašem přebásnila poezii staré Číny a Tibetu a s arabistou Karlem Petráčkem starou arabskou poezii. Některé její básně byly zhudebněny a staly se součástí repertoáru známých interpretů, např. Hany Hegerové.  

## Život

### Studium, zaměstnání, rodina
V letech 1954–1959 studovala češtinu a ruštinu na Filozofické fakultě Univerzity Karlovy (diplomová práce Osobnost Jiřího Ortena). V té době působila ve studentském kulturním spolku Tripól. Po skončení studia krátce pracovala v knihovnickém oddělení Okresního národního výboru v Benešově, v letech 1960–1970 byla zaměstnána jako redaktorka ve Státním nakladatelství dětské knihy (od roku 1969 Albatros), zde spoluredigovala edici Jiskřičky a sešitovou edici Veronika. V roce 1970 dostala z politických důvodů výpověď, s nakladatelství spolupracovala externě do roku 1972. Poté ztratila na několik let možnost publikovat. V 70. a 80. letech neměla stále zaměstnání, věnovala se literární a překladatelské práci. V letech 1990–1993 byla redaktorkou v Hlavní redakci literárně-dramatického vysílání Československého (posléze Českého) rozhlasu, kde redigovala zahraniční poezii. Od roku 1994 spolupracovala s pražskou redakcí Rádia Svobodná Evropa.
Manželem Jany Štroblové je historik Afriky PhDr. Otakar Hulec, CSc. (1935), jejich synem je architekt prof. Akad. arch. Mikuláš Hulec (1965).

### Občanská angažovanost
První problémy se státní bezpečností začaly v roce 1956, kdy byla vyslýchána v souvislosti se studentským majálesem. Fotografie, která ji zachycuje s transparentem, jejž tvořila zamřížovaná bedýnka s nápisem Libri prohibiti, vyšla ve francouzském listu Le Monde. Často ji při návratech večer domů sledovali estébáci. V témže roce umístila na školní nástěnku vlastní verše, jimiž reagovala na potlačení projevů občanské nespokojenosti v Maďarsku. Takový projev státní bezpečnost zabavila a dokonce se dostal na výstavu tiskovin, kde byly prezentovány příklady nebezpečných ideologických projevů mezi studenty. V rámci práce nakladatelské redaktorky i ve vlastní tvorbě se neustále potýkala se zásahy cenzorů. Po podpisu manifestu Dva tisíce slov a vpádu vojsk Varšavské smlouvy v srpnu 1968 do Československa se dostala do obtížné situace, ze strany nadřízených byla vyzývána k odvolání podpisu, což odmítla. Odveta přišla v podobě propuštění ze zaměstnání, zároveň jí bylo na několik let znemožněno oficiálně publikovat. Problémy pokračovaly v 70. letech, kdy její básně otiskl Pavel Tigrid v exilovém časopisu Svědectví. Byla zvána na výslechy stejně jako její manžel Otakar Hulec, který byl propuštěn z Orientálního ústavu Akademie věd. Kvůli spolupráci s později uvězněným Otou Ornestem byla tajně sledována. Státní bezpečnost ji nutila k podpisu Anticharty, ze strachu z věznění nátlaku nakonec podlehla. Osobně se s tím těžko vyrovnávala, stáhla se do ústraní a věnovala se literární práci. Kontakty s literárním prostředím, včetně okruhu disidentů, však nepřerušila.

### Činnost v literárních organizacích
Od roku 1989 se angažovala na obnově Českého centra mezinárodního PEN klubu, jehož je členkou, po několik období byla v jeho výboru (naposledy do 5. dubna 2022). Dále je členkou Umělecké besedy. Se spisovatelem Antonínem Bajajou založila na začátku 90. let obecně prospěšnou společnost Spisovatelé za práva zvířat, v jejímž rámci prosazovala lepší životní podmínky například pro medvědy žijící v cirkusech. V tomto případě docílila jejich přemístění do výběhů hradů a zámků. Záštitu nad touto činností jí udělil prezident Václav Havel. Také se věnovala ekologickým aktivitám, zaměřeným na estetiku krajiny a ochranu zvířat.

## Dílo

### Poezie

#### Od 50. let po současnost
První básně jí byly otisknuty v době středoškolského studia, od poloviny 50. let publikovala poezii, publicistické glosy a básnické překlady zejména v časopisu Květen, kterému byla vlastní poetika všedního dne, vůči níž se ovšem Jana Štroblová vymezila vlastní autorskou cestou. Její generační literární okruh tvoří autoři jako Viola Fischerová, Inka Machulková, Jan Zábrana, Josef Hanzlík, Josef Brukner, Josef Topol, Pavel Švanda, Jiří Kuběna, Václav Havel, Ivan Klíma, Jiří Suchý a další.
Prvotina Protěž (1958) je komorní, romantizující básnickou výpovědi. I další sbírky se nesou na romantické struně (Kdyby nebylo na sůl, Hostinec u dvou srdcí). Po nedobrovolné odmlce se mění poetika básní Jany Štroblové, do popředí se dostává duchovní tematika, naplno od sbírky Krajina na muří noze (1984). Od 90. let se v jejích básních také prohlubuje důraz na sepětí člověka s přírodou. Postupně se vyhranily okruhy charakteristické pro její básnickou práci – láska, smrt, Bůh, živly, příroda, sen. Všechny tyto motivy se rozvíjejí a nabývají naléhavosti a hloubky.
Z poezie Jany Štroblové bylo připraveno několik výborů, nejobsáhlejší s názvem Letokruhy (2022) sleduje její básnickou cestu od prvotiny Protěž (1958) až ke sbírce Měsíc tak pošetile modrý (2021). Do titulu Jméno boží nadarmo (2024) autorka vybrala básně se spirituální tematikou.
Verše Jany Štroblové byly přeloženy do němčiny, slovenštiny, francouzštiny, maďarštiny, japonštiny, bulharštiny a dalších jazyků.

#### Hodnocení poezie Jany Štroblové literárními kritiky
Literární historik a překladatel Jiří Pelán k poetice Jany Štroblové napsal: „Je to od první chvíle zcela svébytná poezie, v ničem nepoplatná dobové objednávce, orientovaná ke skutečnostem citového života, věrná vzpomínkám, s metafyzickým horizontem, který není vyznavačsky strnulý, ale neustále v pohybu. Štroblová svá témata a své osobité vidění světa nikdy nezradila, její poezie není kaleidoskopem bytnějících témat a proměnlivých poetik, spíš kutáním a zpřesňováním, nikoli cestou do šíře, ale do hloubky.“ V jiném textu podotýká, že Štroblová zůstala věrna té nejhlubší kontinuitě básnického slova.
Literární redaktor, básník a kritik Rudolf Matys charakterizoval autorku jako „Krajinářku duše“ a dodává k tomu: „Jana Štroblová je především ochránkyní toho nejzranitelnějšího, nejcitlivějšího, nejkřehčího, a tedy i nejohroženějšího: něhy, čistoty, oběti, bezelstného vydání se v lásce. Její „hlas v tom ohlušeném světě“ je možná tichý, ale to ticho křičí, řečeno paradoxem je to ticho až k nepřeslechnutí... Přijala „osud“, ale nesmířeně: stala se, „v roztržce s nebem i světem“ a vepjatá mezi „časnost a věčnost“, rebelkou ve službách hodnot „přirozeného světa“. Ochraňovat a uchovávat, to bylo přece odjakživa jedním z důležitých úkolů, které na sebe brali ženy i básníci...“

#### Básnické sbírky
- Protěž (1958) – 1. vyd. Praha: Mladá fronta, 1958. 65 stran. Cesty; Sv. 4.
- Kdyby nebylo na sůl (1961) – 1. vyd. Praha: Československý spisovatel, 1961. 51 stran.
- Hostinec u dvou srdcí (1966) – obálka: Zdeněk Kirchner, 1. vyd. Praha: Československý spisovatel, 1966. 77 stran.
- Torza (1970, 1996) – kresba na obálce Vladimír Tesař, 1. vyd. Praha: Československý spisovatel, 1970. 41 stran. Klub přátel poezie. Výběrová řada; Sv. 67, 2. rozšířené vyd., fotografie Antonín Les, Praha: Academia, 1996, 89 stran. ISBN 80-200-0599-4.
- Úplněk (1980) – kresba na obálce, vazbě a frontispice Jiří Svoboda, obálku a vazbu navrhl Rostislav Vaněk, 1. vyd. Praha: Mladá fronta, 1980. 89 stran. Alfa; Sv. 54.
- Krajina na muří noze (1984) – výtvarný doprovod Julie Svobodová, 1. vyd. Praha: Středočeské nakladatelství a knihkupectví, 1984. 84 stran.
- Čarodění (1989) – 1. vyd. Praha: Československý spisovatel, 1989. 68 stran. ISBN 80-202-0011-8.
- Fatamorgány (1991) – výtvarný doprovod Jiří Mocek, obálka a grafická úprava Michal Burda, 1. vyd. Praha: Mladá fronta, 1991. 95 stran. ISBN 80-204-0227-6.
- Světlohry (1996) – výtvarný doprovod Libuše Kaplanová, 1. vyd. Brno: Host, 1996. 71 stran. Host; sv. 13. ISBN 80-86055-00-0.
- Hlasy (1999) – výtvarný doprovod Adriena Šimotová. 1. vyd. Jinočany: H & H, 1999. 68 stran. Poesis; sv. 9. ISBN 80-86022-50-1.
- Skrze tmu něčí oko (2001) – 1. vyd. Brno: Host, 2001. 75 stran. Edice poesie Host; sv. 58. ISBN 80-7294-039-2.
- Třetí břeh (2006) – 1. vyd. Praha: Protis, 2006. 81 stran. Večernice; sv. 8. ISBN 80-85940-79-5.
- Lament (2008) – 1. vyd. Praha: Akropolis, 2008. 61 stran. ISBN 978-80-7304-091-8.
- Úzkost na kost (2010) – 1. vyd. Praha: Akropolis, 2010. 72 stran. ISBN 978-80-7304-120-5.
- Rouhavé zpovědi (2012) – 1. vyd. Praha: Akropolis, 2012. 69 stran. ISBN 978-80-7304-146-5.
- Neviditelné obrazy (2015) – 1. vyd. Praha: Pulchra, 2015. 114 stran. Poezie; 27. svazek. ISBN 978-80-87377-90-1.
- Odstíny světla (2018) – výtvarný doprovod Vojtěch Kemenny, 1. vyd. Praha: Theatrum mundi, 2018. 37 stran. ISBN 978-80-907056-0-9.
- Do nikam: (zbytky záznamů z útěku) (2019) – výtvarný doprovod Vojtěch Kemenny, 1. vyd. Praha: Theatrum mundi, 2019. 61 stran. ISBN 978-80-907056-3-0.
- Děravý testament (2020) – výtvarný doprovod Vojtěch Kemenny, 1. vyd. Praha: Theatrum mundi, 2020. 38 stran. ISBN 978-80-907056-4-7.
- Měsíc tak pošetile modrý (2021) – výtvarný doprovod Vojtěch Kemenny. 1. vyd. Praha: Theatrum mundi, 2021. 37 stran. ISBN 978-80-907056-2-3.

#### Výbory z vlastní poezie
- Hra na stvoření světa (1991) – 1. vyd. Praha: Československý spisovatel, 1991. 131 stran. Prstýnek. ISBN 80-202-0298-6.
- Šlágr o lásce: (výbor) (1992) – ilustrační fotomontáže Miroslav Huptych, autor doslovu Rudolf Matys, 1. vydání, Praha: Práce, 1992. 92 stran. Klín. ISBN 80-208-0232-0.
- Vytí na měsíc = Wycie do księżyca (2003) – Bilingvní česko-polská verze. Předklad Wilhelm Przeczek a Lech Przeczek, výtvarný doprovod Václav Kabát. 1. vyd. Praha: Protis, 2003. 145 stran. Alter ego; sv. 5. ISBN 80-85940-52-3.
- Bylo nebylo – jsme nejsme : (výbor) (2006) – 1. vyd. Praha: BB/art, 2006. 171 stran. Versus. ISBN 80-7341-804-5.
- Letokruhy (2022) – fotografie Vojtěch Kemenny, 1. vyd. Praha: Theatrum mundi, 2022. 271 stran. ISBN 978-80-907056-7-8.
- Jméno boží nadarmo (2024) – výtvarný doprovod Vojtěch Kemenny, 1. vyd. Praha: Theatrum mundi, 2024. 79 stran. ISBN 978-80-908842-2-9.

#### Výbory z díla českých autorů editované Janou Štroblovou
- ŠTROBLOVÁ, Jana, ed. a HEŘMAN, Zdeněk, ed. Ach, ta láska nebeská. Fotografie Pavel Jasanský. 1. vyd. Praha: SNDK, 1966. 115 stran; 2. rozšířené vyd. Praha: Albatros, 1992. 141 stran. Klub mladých čtenářů. ISBN 80-00-00185-3.
- ORTEN, Jiří a ŠTROBLOVÁ, Jana, ed. Hrob nezavřel se: výbor z díla. 1. vyd. Praha: Mladá fronta, 1969. 164 stran. Květy poezie; sv. 91; 2. doplněné vyd. Praha: Mladá fronta, 1994. 170 stran. Květy poezie; sv. 186. ISBN 80-204-0489-9.

#### Vlastní poezie ve výborech, sbornících, antologiích a knihách jiných autorů
- Báseň mého srdce: (poezie jako výraz osobnosti): rukopisy, portréty, kréda současných českých básníků. (s. 86 – Jana Štroblová: Rozpomenutí) 1. vyd, Brno: Host, 2005. 233 stran. ISBN 80-7294-154-2.
- Básnický almanach 1959. Praha: Státní nakladatelství krásné literatury, hudby a umění, 1960. Klub čtenářů.
- Bezpodmínečné horizonty. (s. 51 – Jana Štroblová: Noc) Brno: Weles, o.s., ve spolupráci s Masarykovou univerzitou, 2010. 91 stran. Srdeční výdej. ISBN 978-80-904160-7-9.
- BROUSEK, Antonín a HIRŠAL, Josef, ed. Postavit vejce po Kolumbovi: (poezie 20. století z celého světa). 1. vyd. Praha: Státní nakladatelství dětské knihy, 1967. 155 stran.
- GABRIŠOVÁ, Zuzana ed. Milá Mácho : antologie českých básnířek 19.-20.-21. století. (s. 355 – Jana Štroblová: Štěstí) 1. vyd. Brno: Větrné mlýny 2022. 449 stran. ISBN 978-80-7443-380-1.
- HANÁK, Mirko, ČERNÍK, Michal a ZÁBRODSKÁ, Stanislava, ed. Dětem: malovaná říše veršů a pohádek. (s. 52 – Jana Štroblová: Zasněná slepice) 1. vyd. Praha: Knižní klub, 2006. 123 stran. ISBN 80-242-1622-1.
- HRABAL, Milan, ed. Návrat do světla: svátek lužickosrbské poezie, Varnsdorf 26. října 2002. Varnsdorf: Městská knihovna Varnsdorf, 2002. [34] stran. ISBN 80-86409-06-6.
- JUSTL, Vladimír, ed. Živé slovo: 45 (+3) zamyšlení nad tajemstvím poezie a hlasu. 1. vyd. Praha: Akropolis, 2004. 151 stran. ISBN 80-903417-4-8.
- KARFÍK, Vladimír, ed. Mým snem jsi prošla: z moderní milostné poezie české. Zastoupení autoři: František Halas, Josef Hora, Stanislav K. Neumann, Oldřich Mikulášek, Vladimír Holan, Karel Toman, Jaroslav Seifert, Konstantin Biebl, František Hrubín, Ladislav Fikar, Antonín Brousek, Richard Weiner, Fráňa Šrámek, Ivan Wernisch, Josef Kainar, Miroslav Florian, Jan Skácel, Kamil Bednář, Vítězslav Nezval, Zdeněk Kriebel, Karel Šiktanc, Milan Kundera, Eduard Petiška, Oldřich Wenzl, Oldřich Vyhlídal, Ivan Diviš, Jiří Šotola, Vilém Závada, Jiří Kolář, Jana Štroblová (s. 111 – báseň Nechci tě), Josef Hanzlík, Jiří Orten, Karel Kapoun, Petr Kabeš, Jan Pilař, Jan Zahradníček. Ilustrace Ota Janeček. 1. vydání, Praha: Mladá fronta, 1969. 150 stran.
- KARPATSKÝ, Dušan ed. Zlatna kniga češkoga pjesništva. Zagreb : Nakladni zavod Matice hrvatske, 2003. 704 stran.
- KRÁL, Petr ed. La poésie tchèque moderne : (1914-1989). Paris : Belin, 1990. 255 stran. ISBN 2-7011-1336-9.
- KOVÁŘÍK, Petr ed. Antología de la poesía checa contemporánea =  Anthology of contemporary Czech poetry. Constantina : Editorial Fundación Fernando Rielo, 1993.
- KUNDERA, Ludvík, UHDEOVÁ, Jitka, ed. a UHDEOVÁ, Jana, ed. Piju čaj. (s. 218 – Jana Štroblová: Prvosenka, třezalka, žahavka) Vyd. 1. Brno: Atlantis, 2003. 270 s. Spisy L.K.; sv. 11. ISBN 80-7108-231-7.
- MARCH, Michael. Child of Europe : a new anthology of East European poetry. London; New York: Penguin Books, 1990. 254. stran. ISBN 0-14-058640-7.
- MARTINCOVÁ, Dagmar, MARTINEC, Václav. Kniha džungle: na motivy povídek Rudyarda Kiplinga. Verše napsala Jana Štroblová. 1. vydání, Praha: Dilia, 1988. 58 stran.
- MÜLLER, Ondřej, ed. Máme kostru ve skříni: strašidelné verše pro statečné děti. (s. 28 – Jana Štroblová: Hra na strach) 1. vydání. V Praze: Albatros, 2019. 45 stran. ISBN 978-80-00-05383-7.
- NEZDAŘIL, Ladislav a DEMETZ, Peter ed. Der Herrgott schuldet mir ein Mädchen : tschechische Lyrik des 20. Jahrhunderts. München ; Zürich : Piper, 1994. 204 stran.
- ŠMAJS, Josef. Ohrožená kultura: od evoluční ontologie k ekologické politice. (s. 174 - Jana Štroblová: báseň Rumiště) 3. upravené a rozšířené vyd. V Hostu a MU 1. vydání, Brno: Host, 2011. 269 stran. ISBN 978-80-7294-458-3.
- ŠTROBLOVÁ, Jana, KŘIVÁNEK, Vladimír, SUK, Jan: Psáno na obrazy hřbitovů: jedna fotografie-- tři básně. Fotografie Petra Růžičková. 1. vydání, Praha: Prstek, 2010. 44 nečíslovaných stran. ISBN 978-80-904164-5-1.

#### Bibliofilie
- ŠTROBLOVÁ, Jana. V tamkdesi tenkrát. Výtvarný doprovod Milan Janáček. Liberec: Josef Vinklát a Milan Janáček, 2009. 45 stran.
- ŠTROBLOVÁ, Jana. Nepokoj. Grafický doprovod Milan Janáček. Liberec: Josef Vinklát, 2013. 45 stran. ISBN 978-80-270-5225-7.

#### Bibliofilie společně s dalšími autory
- CVETAJEVA, Marina Ivanovna, Poéma hory. 6 kombinovanými technikami vyzdobil Karol Ondreička, přeložila Jana Štroblová, spolupráce Galina Borisovna Vaněčková, upravili Jan a Karel Martincovi, grafické listy vytiskl Jan Mauler, vazbu provedli Kateřina a Marek Stašovi, vydavatelé Josef Runštuk a Karel Žižkovský. Vydáno ke 100. výročí narození autorky. [Praha]: Kniha, grafika, bibliofilie, 1992. 28 stran. Sladké jádro srdce; sv. 10. ISBN 80-900770-4-8.
- CVETAJEVA, Marina Ivanovna. Poéma hory: vydáno u příležitosti konání výstavy Marina Cvětajevová - Poéma hory: (bibliofilské vydání Valji Ejdis): k 125. výročí narození M. Cvětajevové: (Praha, Klementinum, listopad - prosinec 2017). Překlad Jana Štroblová. Praha: Národní knihovna v Praze, 2017. 13 nečíslovaných stran.
- HRUBÝ, Josef et al. 90: pro prof. Františka Dvořáka k devadesátým narozeninám. Liberec: Básně: Ludvík Kundera, František Novotný, Jana Štroblová, Jiří Žáček. Grafické přílohy: Alena Antonová, Karel Beneš, Daniela Benešová, Milan Janáček, Josef Kábrt, Roman Karpaš, Jiří Šindler, Jaroslav Švihla, Hana Tesařová. Josef Vinklát, 2010. 15 nečíslovaných listů. ISBN 978-80-11-04308-7.
- MIKULE, Vladimír at al. Sborník k 70. narozeninám ak. malíře Vladimíra Komárka. Autoři příspěvků: Josef Vinklát, Miroslav Horníček, Václav Hudeček, Eva Hudečková, Ludvík Kundera, Ludvík Středa, Jana Štroblová, Olbram Zoubek, Jiří Žáček, Miloš Šedivý, Karel Beneš, Jaroslav Klápště, Vladimír Suchánek, Václav Pokorný. Josef Vinklát, 2008. 8 stran, 4 přílohy.

### Próza
Mezi prozaické tituly Jany Štroblové patří: Nemalujte srdce na zeď (1966), Archa (1967), Hra na třetího (1979), kniha o cestovateli Emilu Holubovi Úžeh (1984, 1999), Zákaz vjezdu do ráje (1986), Obětní kámen (1987), Kam až se může (2000), Hra na sochy (2001), Hra na třetího (2004), knížka esejí Až přistane poslední ostrov (2003). Výčet uzavírá kniha vzpomínek Rok sem, rok tam (2018). Svými texty a básněmi přispěla do řady sborníku, antologií, bibliofilií a jiných kolektivních knižních publikací.

#### Prozaické tituly
- Nemalujte srdce na zeď (1966) – výtvarný doprovod Bohuslav Habart, 1. vyd. Praha: SNDK, 1966. 124 stran.
- Archa (1967) – obálka a vazba Milan Grygar, 1. vyd. Praha: Mladá fronta, 1967. 94 stran.
- Hra na třetího (1979) – 1. vyd. Praha: Mladá fronta, 1979. 320 stran. Edice 13; Sv. 112.
- Úžeh (1984, 1999) – originální název 1. vydání Úžeh: životní cesta doktora Emila Holuba: pro čtenáře od 11 let. Doslov napsal Otakar Hulec; fot. Ivo Gill, Věra Jislová, 1. vyd. Praha: Albatros, 1984. 256 stran. Životopisy; 15; 2. vyd. V edici Akcent-Blok 1. Třebíč: Akcent, 1999. 205 stran. Akcent - Blok; sv. 36. ISBN 80-7268-007-2.
- Zákaz vjezdu do ráje (1986) – Doslov Zdeněk Tax, výtvarný doprovod Vladimír Jiránek, obálka, vazba a graf. úprava Milan Kopřiva, 1. vyd. Praha: Mladá fronta, 1986. 205 stran. Edice 13, Čtení a poučení; Sv. 165.
- Obětní kámen (1987) – vazba a grafická úprava Jiří Pavlík, 1. vyd. Praha: Středočeské nakladatelství a knihkupectví, 1987. 213 stran.
- Kam až se může (2000) – 1. vyd. Praha: Albatros, 2000. 150 stran. ISBN 80-00-00860-2.
- Hra na sochy (2001) – 1. vyd. Praha: Arista, 2001. 150 s. ISBN 80-902310-8-X.
- Vzpomínka na Jaroslava Seiferta (2001) – 1. vyd. Praha: ARSCI, 2001. 13 stran. ISBN 80-86078-17-5.
- Až přistane poslední ostrov : (černé bezmyšlenky) (2003) – výtvarný doprovod Jana Švábová, 1. vyd. Praha: ARSCI, 2003. 140 stran. ISBN 80-86078-35-3.
- Hra na třetího (2004) – 1. vyd. Praha: Rodiče, 2004. 193 stran. ISBN 80-86695-48-4.
- Rok sem, rok tam: vzpomínky (2018) – 1. vyd. Praha: Pulchra, 2018. 215 stran. ISBN 978-80-7564-030-7.

#### Knížky pro děti a mládež
Jana Štroblová se od počátku své literární práce věnovala i tvorbě pro děti a mládež. První knižní publikací tohoto žánru je titul Pojď si na to hrát (1961), v 70. a 80. letech její verše vyšly ve spolupráci s výtvarníky, nejčastěji s Julií Svobodovou, v celé řadě leporel. Je také autorek několika knih pohádek: Zapomenutá korunka (1978), Znáte tu pohádku? (1999), Pyžamo pro tygra (2011). Pro mládež připravila populárně naučné publikace Tajemství polí (1979, 1984) a ve spolupráci se spisovatelem Jaroslavem Tichým Tajemství lesa (1994).
- Pojď si na to hrát (1961) – námět a scénář Eva Šimonová, verše Jana Štroblová, výtvarný doprovod Anna Kuchačevichová, 1. vyd. Praha: Státní nakladatelství dětské knihy, 1961. 51 nečíslovaných stran.
- Byl jednou balón (1971) – výtvarný doprovod Josef Paleček. 1. vyd. Praha: Albatros, 1971. 11 nečíslovaných stran.
- Stolečku, prostři se! (1971, 1985) – výtvarný doprovod Vojtěch Kubašta, 1. vyd. Praha: Orbis 1971, 2. vydání Panorama, 1985.
- Jak šel koblížek na vandr (1976) – ilustrace Zdena Bílková, 1. vyd. Praha: Orbis, 1976.
- Slavný bernardýn (1977) – výtvarný doprovod Eva Šedivá, 1. vyd. V Praze: Orbis, 1977. 11 nečíslovaných stran.
- Létající ryba (1977) – výtvarný doprovod Miroslav Habr. 1. vyd. V Praze: Orbis, 1977. 10 nečíslovaných stran.
- Chyby pana malíře (1977) – výtvarný doprovod Luděk Vimr, 1. vyd. Praha: Albatros, 1977. Omalovánky s textem. – Studio.
- Zapomenutá korunka (1978) – výtvarný doprovod Julie Svobodová, 1. vyd. Praha: Středočeské nakladatelství a knihkupectví, 1978. 60 stran.
- Tajemství polí (1979, 1984) – výtvarný doprovod Jan Kudláček, Julie Svobodová, 1. vyd. Praha: SPN, 1979. 251 stran. Knížky nejmladších čtenářů, 2. vydání, Praha: SPN, 1984. 251 s. Knížky nejmladších čtenářů.
- Krtek Jauvej (1980) – výtvarný doprovod Julie Svobodová. 1. vyd. Praha: Panorama, 1980. 11 nečíslovaných stran.
- Pohádky babičky babočky (1980) – výtvarný doprovod Hana Hendrychová, 1. vyd. Praha: Panorama, 1980. 11 nečíslovaných stran.
- Slůně na slunečním trůně (1981) - výtvarný doprovod Olga Franzová, 1. vyd. Praha: Panorama, 1981. 11 nečíslovaných stran.
- Zlatovláska (1981) – texty k omalovánce, výtvarný doprovod Jolanta Lysková, 1. vyd. Praha : Albatros, 1981. Omalovánky. – Studio.
- Jaro, léto, podzim, zima (1982) – výtvarný doprovod Alena Ladová, 2. vyd. Praha : Albatros, 1982. Omalovánky s textem. – Studio.
- Bál strašpytlů (1982) – výtvarný doprovod Olga Franzová, 1. vyd. Praha: Panorama, 1982.
- Proč pláče meluzína (1983) – výtvarný doprovod Julie Svobodová, 1. vyd. Praha: Panorama, 1983.
- Naše domácí zoo (1983) – texty k omalovánce, výtvarný doprovod Olga Franzová, 1. vyd. Praha: Albatros, 1983. Omalovánky s textem.
- Kdo nosí miminka květinám (1987) – výtvarný doprovod Marie Satrapová, 1. vyd. Praha: Panorama, 1987. 11 nečíslovaných stran.
- Budulínku, dobrou noc (1988) – výtvarný doprovod Stanislav Lorenz, 1. vyd. Praha: Panorama, 1988. 11 nečíslovaných stran.
- Tajemství lesa (1994) – odborná spolupráce Jaroslav Tichý, ilustrace Julie Svobodová, 1. vyd. Praha: SPN, 1994 [v tiráži nesprávně] 1993. 381 stran. ISBN 80-04-22779-1.
- Když je psů jako psů (1994) – výtvarný doprovod Václav Kabát, 1. vyd. Praha: Albatros, 1994. 207 stran. Klub mladých čtenářů. ISBN 80-00-00168-3.
- Znáte tu pohádku? (1999) – výtvarný doprovod Olga Tesařová, 1. vyd. Praha: ARSCI, 1999. 34 stran. ISBN 80-86078-02-7.
- Pyžamo pro tygra: (a další pohádky babičky babočky) (2011) – výtvarný doprovod Eva Sýkorová-Pekárková, 1. vyd. Praha: Knižní klub, 2011. 106 stran. ISBN 978-80-242-2978-2.

#### Vlastní próza ve výborech, sbornících, katalozích, antologiích a jiných kolektivních publikacích
- Čtení o antice. Praha: Svoboda, 1974-1986. Antická knihovna. Klub přátel antiky.
- ČERVENKOVÁ, Jana, ed. a ČERVENKA, Jan, ed. Dřív než vyšel--. (s. 306 - Jana Štroblová: Jak se dělá báseň) 1. vyd. Praha: SNDK, 1963. 414 stran. Magazín pro děvčata; 2.
- Živáčkové: pohádky o zvířátkách pro malé čtenáře. (s. 49 - Jana Štroblová: Tygr, co nechtěl pruhované pyžamo) 1. vyd. Praha: Vyšehrad, 2001. 69 stran. ISBN 80-7021-486-4.

- BLAŽKOVÁ, Věra, ed. a BLAŽEK, Zdeněk, ed. Století lásky a nenávisti: antologie české prózy. (s. 241 - Jana Štroblová: Lidstvo jako elitní klub?; Tisíc psů za kuřáka; Jak jsem ničila kulturní památky.) Vyd. 1. Praha: Vera, [1999?]. 436 stran. ISBN 80-242-0180-1.
- ČIVRNÝ, Lumír et al. Čeští spisovatelé o toleranci. (Jana Štroblová - s. 196, Zavřená zlatá brána; s. 198, Vyhnání z ráje, s. 200, Archa.) 1. české vyd. Praha: Readers International, 1994. 221 stran. ISBN 80-901454-5-0.
- DVOŘÁK, Libor, ed., KAUTSKÝ, Petr, ed. a FISCHEROVÁ, Daniela, ed. Tichá pošta. Praha: JTP, 2003. 29 stran. ISBN 80-86711-61-7.
- HEJNÁ, Olga, ed. Povídali, že mu hráli. Sborník zahrnující příspěvky autorů: Zdeněk Adla, Jiří Beran, Marie Bieblová, Oldřich Blažek, Ilona Borská, Václav Čtvrtek, Hana Doskočilová, Vlasta Dvořáčková, Miroslav Florian, Hermína Franková, Norbert Frýd, Jiří Havel, Olga Hejná, Josef Hejl, Svatopluk Hrnčíř, Eva Jílková, Josef Kainar, Pavel Kopta, Ota Ksandr, Dagmar Lhotová, Milena Lukešová, Miloš Macourek, Jan Mareš, Jan Noha, Josef Polák, Jan Ryska, Zdenek Seydl, Zdeněk Karel Slabý, Vladimír Stuchl, Jiří Václav Svoboda, Vladimír Svoboda, Oldřich Syrovátka, Karel Šiktanc, Pavel Šrut, Ljuba Štíplová, Jana Štroblová, Vlasta Váňová, Jan Vladislav, Alena Vostrá, Hana Vrbová. Ilustrátoři: Jan Brychta, Stanislav Kolíbal, Jitka Kolínská, Květa Pacovská, Zdenek Seydl, Helena Zmatlíková. Autor obálka: Milan Grygar. 1. vyd. Praha: Albatros, 1969. 189 stran.
- KLÍMA, Ivan et al. Lásky a nelásky: 61 současných českých spisovatelů o lásce. (Jana Štroblová - Vyhnání, Zasněná slepice) Praha: Vera, 1998. 355 stran. ISBN 80-902310-2-0.
- LACINA, Jan, ed. a POLÁČEK, Jiří, ed. Odkaz Jaromíra Tomečka. (s. 58 - Jana Štroblová: Poslední čardáš) 1. vyd. Brno: Veronica, 2008. 159 stran ISBN 978-80-904109-3-0.
- MÍKA, Jan et al. Měsíc ve dne: povídky z jihu Čech. (s. 126 - Jana Štroblová: Den zázraků.) Třeboň: Carpio, 2002. 151 stran. ISBN 80-86434-02-8.
- PRECLÍK, Mojmír a MĚDÍLEK, Jiří, ed. Mojmír Preclík: Sochy: [Katalog výstavy], Náchod 9. 9. - 30. 10. 1994. Úvodní texty Jaromír Zemina, Jana Štroblová, Přemysl Rut. Překlad Zuzana Korbelářová. Náchod: Státní galerie výtvarného umění, 1994. 39 stran. ISBN 80-85057-42-5.
- PTÁČKOVÁ, Jindřiška, ed. Nevěry. 1. vyd. Praha: Rodiče, 2005. 2 sv. (183, 221 stran). ISBN 80-86695-58-1.
- SVOBODA, Jiří V., ed. Za pohádkou pohádka z kouzelného kukátka. Původní pohádky: František Hrubín, Vítězslav Nezval, Zdeněk Kriebel, Josef Hanzlík, Josef Brukner, Jiří V. Svoboda, Rudolf Matys, Zuzana Renčová, Josef Kainar, Jiří Havel, Ludvík Středa, Ladislav Dvořák, Milena Lukešová, František Halas, Jana Štroblová, Miroslav Florian, Vlasta Dvořáčková, autoři pohádek přeložených ze slovenštiny (Elena Čepčeková, Mária Durčíková), srbštiny (Dušan Radovič), ruštiny (Samuil Maršak, Irina Tokmakovová, Alexej Laptěv, Kornej Ivanovič Čukovskij), gruzínštiny (Medea Kachidzeová), polštiny (Julian Tuwim, Jan Brzechwa, Anna Świrszczyńska), bulharštiny (Lačezar Stančev), němčiny (Peter Hacks, Christian Morgenstern), angličtiny (John Kendrick Bangs, 2 neznámí autoři) a francouzštiny (Charles Vildrac). 1. vyd. Praha: Práce, 1972. 124 stran. Petrklíč.

#### Učebnice
- BRADÁČOVÁ, Lenka, HORÁČKOVÁ, Miroslava a ŠTROBLOVÁ, Jana. Máme rádi češtinu: pro 5 ročník: vzdělávací obor Český jazyk a literatura. 1. vyd. Všeň: Alter, 2009-2010. 3 sv. ISBN 978-80-7245-219-4.
- FISCHEROVÁ, Daniela a kol. Občanská výchova pro 6.-9.ročník základní školy. Část 1, (Vybrané texty). 1. vyd. Praha: SPN, 1993. 71 stran. Učebnice pro základní školy. ISBN 80-04-26187-6; 2. vyd. Praha: SPN, 1994. 71 stran. Učebnice pro základní školy. ISBN 80-04-26593-6; 3. vyd. (ve Vyšehradu 1., upr.). Praha: Vyšehrad, 1997, ©1992. 71 stran. ISBN 80-7021-185-7.
- FISCHEROVÁ, Daniela a kol. Občanská výchova pro 6.-9.ročník základní školy. Část 2, (Vybrané texty). 1. vyd. Praha: Vyšehrad, 1994. 83 stran. ISBN 80-7021-070-2; 2. vyd. Praha: Vyšehrad, 1996, ©1994. 83 stran. ISBN 80-7021-188-1.
- FISCHEROVÁ, Daniela a kol. Občanská výchova pro 6.-9. ročník základní školy: [vybrané texty]. Část 3. 1. vyd. Praha: Vyšehrad, 1996. 77 stran. ISBN 80-7021-175-X.
- ŠTROBLOVÁ, Jana. Český jazyk pro pátý ročník. Metodické zpracování Miroslava Horáčková, Hana Staudková, ilustrovala Daniela Benešová. 1. vyd. Všeň: Alter, 1996. 183 stran. ISBN 80-85775-51-4, 2. vyd. Všeň: Alter, 2001, 183 stran. ISBN 80-7245-023-9, 2. vyd. Praha: Alter, 2002. 183 stran. ISBN 80-7245-028-X, 3. upravené vyd. Všeň: Alter, 2008. 166 stran. ISBN 978-80-7245-130-2, 3. upravené vyd. Všeň: Alter, 2011. 169 stran. ISBN 978-80-7245-129-6, 4. vyd. Všeň: Alter, 2019. 169 stran. ISBN 978-80-7245-369-6.

### Překlady
Překládala zpravidla nesnadné autory, u nichž si mohla pohrát s jazykem, ale současně i autory duševně spřízněné. Mezi jazyky, z nichž překládala (většinou ve spolupráci s jazykovědci) patří ruština, arabština, arménština, čínština, maďarština, slovenština, srbochorvatština a tibetština.
Jádrem její překladatelské práce je poezie ruské exilové autorky Mariny Cvetajevové, na níž se podílela i editorsky. Připravila a přeložila tituly: Černé slunce (1967), Pokus o žárlivost (1970), Hodina duše (1971), Začarovaný kruh (1987), Konec Casanovy (1988), Pij, duše, co hrdlo ráčí (2005), Pogrom života (2006). Společně s dalšími překladateli poezie a textů Mariny Cvetajejové se podílela na publikacích, které editoval literární vědec Jiří Honzík: Lichý střevíc (1996), Vyznání na dálku (1997), Umění a svědomí (2006), Živoucí o živých (2011).
Jako editorka připravila a přeložila z díla Novelly Nikolajevy Matvejevy titul Cesta návětrem (1978). Dále přebásnila poezii Jeleny Andrejevny Švarcové, která vyšla pod názvem Zpěv ptáka na mořském dně (2014). Překlady ruské lidové poezie Jany Štroblové vyšly ve výboru Kalinový keř (1978, spoluautor Luděk Kubišta).
Ve spolupráci se sinologem Josefem Kolmašem přebásnila poezii staré Číny a Tibetu: Datlovík v meruňkovém sadu (1996, 2013), Drak z černé tůně (1958, 1964), Černý mrak v bílém (1976, 2005), Pokladnice moudrých rčení (1984, 1986, 2006). Na základě překladů arabisty Karla Petráčka přebásnila starou arabskou poezii, která vyšla v titulu Džbán žízně (1966).
Ze slovenštiny přeložila několik knih pohádek Ľubomíra Feldeka, poezii Milana Rufúse, Milana Richtera, Jozefa Leikerta a další autory.

#### Překlady poezie a prózy, včetně výborů z díla zahraničních autorů
- BAI, Juyi, ŠTROBLOVÁ, Jana a KOLMAŠ, Josef, ed.: Datlovník v meruňkovém sadu. Z čínských originálů podle různých vydání vybral, přeložil, vysvětlivky a doslov napsal a chronologii a genealogickou tabulku sestavil Josef Kolmaš, přebásnila Jana Štroblová. 1. vyd, Praha: Vyšehrad, 1996. 249 stran; 2. vyd. Praha: Vyšehrad, 2013. 249 stran. ISBN 978-80-7429-329-0.
- BAI, Juyi a KOLMAŠ, Josef, ed.: Drak z černé tůně. Přeložil Josef Kolmaš. Přebásnila Jana Štroblová. 1. vyd. Praha: Nakladatelství Československé akademie věd, 1958. 61 stran, Malá knižnice Orientu; sv. 12.
- BAI, Juyi a KOLMAŠ, Josef, ed.: Drak z černé tůně. Přeložil Josef Kolmaš. Přebásnila Jana Štroblová. 1. vyd. Praha: Mladá fronta, 1964. 109 stran. – Květy poezie. Sv. 56.
- CVETAJEVA, Marina Ivanovna a ŠTROBLOVÁ, Jana, ed. Černé slunce. Z ruských originálů přeložila, doslov a ediční poznámku napsala Jana Štroblová, 1. vyd. Praha: Odeon, 1967. 113 stran. Plamen; sv. 53.
- CVETAJEVA, Marina Ivanovna a ŠTROBLOVÁ, Jana, ed. Pokus o žárlivost: výbor z milostné lyriky. Z ruských originálů vybrala, přeložila a doslov napsala Jana Štroblová. 1. vyd. Praha: Mladá fronta, 1970. 90 stran. Květy poezie; sv. 97.
- CVETAJEVA, Marina Ivanovna Hodina duše. Překlad Jana Štroblová. 1. vyd. Praha: Československý spisovatel, 1971. 112 stran. Klub přátel poezie. Základní řada; sv. 1, roč. 11.
- CVETAJEVA, Marina Ivanovna. Lichý střevíc. Překlad Hana Vrbová, Jana Štroblová, Jan Zábrana, Jiří Honzík; editor a autor doslovu Zdeněk Mathauser. 1. vyd. Praha: Melantrich, 1996. 343 s. Poesie; sv. 156. ISBN 80-7023-234-X.
- CVETAJEVA, Marina Ivanovna --hrstí jeřabin spálit si ústa--. Výběr a překlad Jana Štroblová. Vydáno u příležitosti konání výstavy Čechy Marině Cvětajevové v září a říjnu 2004 v budově Národní knihovny ČR. 1. vyd. Praha: Národní knihovna ČR - Slovanská knihovna, 2004. 15 stran. ISBN 80-7050-453-6.
- CVETAJEVA, Marina Ivanovna. Konec Casanovy. Z ruštiny přeložila a doslov napsala Jana Štroblová. 1. vyd. Praha: Supraphon, 1988, 125 stran.– Lyra Pragensis. Sv. 86.
- CVETAJEVA, Marina Ivanovna. Pij, duše, co hrdlo ráčí. Přeložila Jana Štroblová. 1. vyd. tohoto výboru (autorsky nově zpracované). Praha: Vyšehrad, 2005. 81 stran. – Verše. Sv. 16. ISBN 80-7021-785-5.
- CVETAJEVA, Marina Ivanovna a ŠTROBLOVÁ, Jana, ed. Pogrom života. Překlad Jana Štroblová. V tomto uspořádání 1. vyd. Praha: BB/art, 2006. 134 stra. Versus. ISBN 80-7341-793-6.
- CVETAJEVA, Marina Ivanovna a HONZÍK, Jiří, ed. Umění a svědomí. Přeložili Luděk Kubišta a Jana Štroblová. 1. vyd. Praha: Protis, 2006. 267 stran. ISBN 80-85940-83-3.
- CVETAJEVA, Marina Ivanovna a HONZÍK, Jiří, ed. Vyznání na dálku. Z ruských originálů přeložili Luděk Kubišta, Jana Štroblová, Hana Vrbová. 2. vyd. ve Votobii 1., Praha: Votobia, 1997. 238 stran. Edice světové literatury; sv. 6. ISBN 80-7220-070-4.
- CVETAJEVA, Marina Ivanovna a ŠTROBLOVÁ, Jana, ed. Začarovaný kruh: [výbor z veršů]. Překlad Jana Štroblová a Hana Vrbová. 1. vyd. v tomto uspořádání, Praha: Odeon, 1987. 327 stran.
- CVETAJEVA, Marina Ivanovna a HONZÍK, Jiří, ed. Živoucí o živých. Přeložili Jana Štroblová, Luděk Kubišta a Jiří Honzík. 1. vyd. Praha: Protis, 2011. 317 stran. ISBN 978-80-7386-083-7.
- DROOGENBROODT, Germain. Přesýpací hodiny pouště. Z angličtiny přeložila Jana Štroblová, oddíl Hmatatelná nepřítomnost přeložil z němčiny Josef Hrubý, 1. vyd. v českém jazyce. Praha: Protis, 2000. 79. stran. ISBN 80-85940-34-5.
- FELDEK, Ľubomír. Modrá kniha pohádek. Překlad Zdeněk Karel Slabý a Jana Štroblová (pod pseudonymem Ivo Vaculín). 1. vyd. Praha: Albatros, 1976. 165 s., [8] barev. obr. příl.
- FELDEK, Ľubomír. Modrá kniha pohádek. Přeložil Zdeněk Karel Slabý (Zvířecí báje) a Jana Štroblová (ostatní texty). Výtvarný doprovod Albín Brunovský. Bratislava: Columbus, 1991. 121 stran.
- FELDEK, Ľubomír. Velká kniha slovenských pohádek. Výtvarný doprovod Petr Uchnár, překlad Jana Štroblová, 1. vyd. Praha: Reader´s Digest Výběr, 2004. 335 stran. ISBN 80-86196-86-0.
- FELDEK, Ľubomír. Pokladnice nejkrásnějších pohádek. Výtvarný doprovod Petr Uchnár, překlad Jana Štroblová, 2. rozšířené vyd. Praha: Tarsago Česká republika, 2014. 367 stran. Reader's Digest. ISBN 978-80-7406-282-7.
- FELDEK, Ľubomír. Pohádky. Překlad Jana Štroblová a Zdeněk Karel Slabý. 1. vyd. Praha: Columbus, 2016. 330 stran. ISBN 978-80-7249-313-5.
- FERENČUHOVÁ, Mária et al. Dny procházejí městem: antologie současných slovenských básníků. Překlad Petr Prouza a Jana Štroblová. 1. vyd. Praha: Akropolis, 2013. 125 stran. ISBN 978-80-7304-159-5.
- GUAN Hanqing. Letní sníh a jiné hry. Přeložila Dana Kalvodová za básnické spolupráce Jany Štroblové a Jindřicha Černého. 1. vyd. Praha: SNKLHU, 1960. 300 stran. Světová četba; Sv. 246.
- KUBIŠTA, Luděk, ed. a ŠTROBLOVÁ, Jana, ed. Kalinový keř: výbor z ruské lidové poezie. Překlad Luděk Kubišta a Jana Štroblová. 1. vyd. Praha: Odeon, 1978. 295 stran. Lidové umění slovesné. Malá řada; Sv. 8.
- KOLMAŠ, Josef, ed. Černý mrak v bílém: tibetská lidová poezie. Překlad Josef Kolmaš a Jana Štroblová. 1. vydání, Praha: Mladá fronta, 1976, 190 stran. 3. vydání, Praha: Vyšehrad, 2005. 128 stran. Verše; sv. 17. ISBN 80-7021-687-5.
- KLYČKOV, Sergej Antonovič. Balamutil z Čertuchina. Překlad Jiřina Miklušáková a Jana Štroblová. 1. vyd. Praha: Odeon, 1990. 348 stran. Světová četba; sv. 570. ISBN 80-207-0225-3.
- LEIKERT, Jozef. Zámlky. Překlad Jana Štroblová. 1. vyd. Třebíč: Blok, 2001. 129 stran. ISBN 80-238-8397-6.
- LEIKERT, Jozef. Doteky duše. Překlad Jana Štroblová. 1. vyd. Praha: H & H, 2014. 179 stran. ISBN 978-80-7319-113-9.
- LEIKERT, Jozef. Šepot kroků = Šepot krokov. Překlad Jana Štroblová. 1. vyd. Praha: Česká citadela, 2019. 67 stran. Pegas. ISBN 978-80-907399-9-4.
- LEIKERT, Jozef. Pokosená hlína = Pokosená hlina. Překlad Jana Štroblová. 1. vyd. Brno: Onufrius, 2020. 67 stran. ISBN 978-80-87859-18-6.
- LEIKERT, Jozef. Potichu. Překlad Jana Štroblová. 1. vyd. Brno: Onufrius, 2021. 67 stran. ISBN 978-80-87859-19-3.
- MATVEJEVA, Novella Nikolajevna a ŠTROBLOVÁ, Jana, ed. Cesta návětrnem. z ruských originálů a z gramofonových desek vybrala, přeložila a závěrečnou poznámku napsala Jana Štroblová; výtvarný doprovod Julie Svobodová. 1. vyd. Praha: Lidové nakladatelství, 1978. 83 stran.
- NAVRÁTIL, Ján: Dům U modré žirafy. Výtvarný doprovod a grafická úprava Vladimír Nagaj. Ze slovenštiny přeložila Jana Štroblová. 1. vyd. Praha: Albatros, 1986. 77 stran.
- PALZANGPO, Künka Gjalcchän: Pokladnice lidových rčení. Z tibetského originálu přeložil Josef Kolmaš a Jana Štroblová. 1. vyd. Praha: Odeon, 1984. 216 stran.
- PETRÁČEK, Karel, ed. Džbán žízně: stará arabská poezie. Výbor uspořádal a přeložil, doslov a vysvětlivky napsal Karel Petráček; přebásnila Jana Štroblová. 1. vyd. Praha: Mladá fronta, 1966. 104 stran. Květy poezie; sv. 72.
- PETRÁČEK, Karel, ed. Román o Antarovi: staroarabská romance. Překlad Karel Petráček a Jana Štroblová. Obálku, vazbu a grafickou úpravu navrhl Zdeněk Sklenář. 1. vyd. Praha: Odeon, 1968. 295 stran. Živá díla minulosti; sv. 57.
- PILINSZKY, János. Ortel: výbor z poezie. Z maďarského originálu přeložili Jana Štroblová, Josef Hiršal a Evžen Gál. 1. vyd. Praha: Mladá fronta, 1999. 157 stran. Květy poezie; sv. 221. ISBN 80-204-0806-1.
- RICHTER, Milan: Pět ročních období. Uspořádala a přeložila Jana Štroblová. Výtvarný doprovod Marcel  Dúbravec. V tomto překladu a uspořádání 1. vyd. Praha: Protis, 2002, 161 stran. – Alter ego. Sv. 3. ISBN 80-85940-42-6.
- RÚFUS, Milan: Hudba váhavých slov. Výbor z poezie. Ze slovenštiny přeložila Jana Štroblová. Doslov Martin Kučera. 1. vyd. Praha: Protis, 2008. 185 stran. Alter ego; sv. 7. ISBN 978-80-7386-032-5.
- RÚFUS, Milan a FELDEK, Ľubomír, ed. Oféliin pohřeb: výbor z lyriky. Překlad Miroslav Florian, Jana Štroblová, Jiří Žáček, Miroslav Červenka (pod pseudonymem Josef Peterka). 1. vyd. Praha: Mladá fronta, 1986. 200 s. Květy poezie; sv. 157.
- SAKJA-PANDITA: Pokladnice moudrých rčení. Přeložili Josef Kolmaš a Jana Štroblová. 1. vyd. Praha: Odeon, 1984. 216 stran; 2. vyd. Praha: Odeon, 1988. 216 stran; 3. revidované a doplněné vyd. Praha, Litomyšl: Paseka, 2006. 213 stran. ISBN 80-7185-783-1.
- ŠVARCOVÁ, Jelena Andrejevna. Zpěv ptáka na mořském dně. Překlad Jana Štroblová. 1. vyd. Praha: Pulchra, 2014. 51 stran. Poezie; sv. 25. ISBN 978-80-87377-95-6.
- ULIČIANSKY, Ján: Neděle. Ze slovenštiny přeložila Jana Štroblová, výtvarný doprovod Ľuba Končeková-Veselá. 1. vyd. Praha: Albatros, 1987. 24 stran. – Mezinárodní série.
- YU, Hsi. Kruhový svět. Přeložila Jana Štroblová ve spolupráci se Zuzanou Krylovou. 1. vyd. Praha: Protis, 2008. 90 stran. ISBN 978-80-7386-043-1.

#### Překlady poezie ve výborech, sbornících, antologiích a knihách jiných autorů (výběr)
- ANDRLOVÁ, Johanna. Arabský hřebec. Poezii Mariny Cvetajevové přebásnila Jana Štroblová. 1. vyd. Praha: Dybbuk, 2012. 376 stran. ISBN 978-80-7438-076-1.
- DANĚK, Václav, ed. a VRBOVÁ, Hana, ed. Kolo inspirace: ruská básnická moderna: počátky poezie sovětské: výběr dobové grafiky. Přeložili Otto František Babler, Marie Bieblová, Václav Daněk, Ladislav Fikar, Emanuel Frynta, Jiří Honzík, Josef Hora, Vojtěch Jestřáb, Jaroslav Kabíček, Luděk Kubišta, Marie Marčanová, Olga Mašková, Bohumil Mathesius, Karel Milota, Jana Moravcová, Jiří Mulač, Vladimír Smetáček, Karel Šiktanc, Jiří Šotola, Jana Štroblová, Jiří Taufer, Jaroslav Teichmann, Hana Vrbová, Jan Zábrana, 1. vyd. Praha: Svět sovětů, 1967. 357 stran.
- FLORIAN, Miroslav, ed., ŠIKTANC, Karel, ed. a ŠOTOLA, Jiří, ed. Almanach Květen 1958: hlubší než smrt: sborník mladé poezie Bulharska, Československa, Jugoslávie, Maďarska, NDR, Polska, Rumunska a SSSR. Zastoupení autoři za Československo: Miroslav Červenka, Ivo Fleischmann, Miroslav Florian, Vojtěch Mihálik, Ivan Mojík, Ivan Skála, Karel Šiktanc, Jiří Šotola. Překlad zahraniční poezie: Jiří Šotola, Oldřich Blažek, Pavel Kopta, Ludvík Kundera, Jana Štroblová (tři básně jugoslávské autorky Vesny Parunové), Luděk Kubišta, Vlasta Dvořáčková, Karel Šiktanc, Miroslav Holub, Jiří V. Svoboda, Oldřich Vyhlídal, 1. vyd. Praha: Mladá fronta, 1958. 207 stran.
- HINT, Aadu. Větrné pobřeží. Překlad Kyra Platovská, verše přebásnila Jana Štroblová. 1. vyd. Praha: Svět sovětů, 1957. 655 stran. Nová sovětská knihovna; sv. 12.
- KARPATSKÝ, Dušan, ed. Koráb korálový: tisíc let charvátské poezie v díle stovky básníků. Překlad Dušan Karpatský, Irena Wenigová, Luděk Kubišta, Jana Štroblová, Josef Hiršal, Milada Nedvědová, Dana Svobodová. 1. vydání, Praha: Fori Prague, 2007. 750 stran. ISBN 978-80-239-9594-7.
- KRLEŽA, Miroslav. Planetárium: deník, básně, eseje. Překlad Dušan Karpatský, Josef Hiršal, Jana Štroblová, Irena Wenigová. 1 vydání v nynější podobě, Praha: Big Ben Bookshop Prague, 2013. 522 stran. Spisy Miroslava Krleži; 7. ISBN 978-80-87834-02-2.
- MOTALOVÁ, Ludmila, ed. Noc tisící druhá: deset arménských básníků. 1. vyd. Praha: Československý spisovatel, 1976. 156 stran.
- MOWAT, Farley. Ani pták nezazpíval. Překlad Zdeněk Storch a Michaela Storchová, verše přebásnila Jana Štroblová. 1. vydání, Praha: Naše vojsko, 1983. 262 stran. Hvězda; sv. 52.
- RÁKOS, Petr, ed. et al. Velká generace: básníci Nyugatu. Překlad Kamil Bednář, Karel Boušek, Václav Daněk, František Halas, Ladislav Hradský, Luděk Kubišta, Jindřich Pokorný, Vilém Závada, Jana Štroblová. 1. vyd. Praha: Odeon, 1982. 358 stran.
- RAZUMOVSKY, Maria. Marina Cvetajevová. Mýtus a skutečnost. Přeložila Tereza Javornická. Verše přebásnila Jana Štroblová. 1. vydání Praha: Garamond, 2009. 412 stran. ISBN 978-80-7407-047-1.
- STERLING, Dorothy. Černý kapitán. Překlad Jiří Šeda, verše přebásnila Jana Štroblová. 1. vyd. Praha: Mladá fronta, 1963. 177 stran. Vpřed; Sv. 126.
- VANĚČKOVÁ, Galina, Vaněček, Mirko a Hanáková, Milada. Marina Cvetajeva v Čechii : putevoditel’ po mestam prebyvanija v 1922-1925 godach / Galina i Mirko Vanečkovy = Marina Cvětajevová v Čechách : průvodce po místech pobytu v letech 1922-1925 / Galina Vaněčková, Mirko Vaněček = Marina Tsvétaéva en Bohême : guide des lieux de séjour dans les années 1922-1925 / Galina Vaněčková, Mirko Vaněček. Francouzská mutace textů Milada Hanáková; český text básní v překladu Jany Štroblové; do francouzštiny přeložili E. Malleret a P. Noubel: Mirko Vaněček, 1997. 32 nečíslovaných stran.
- WENIGOVÁ, Irena, ed. a KARPATSKÝ, Dušan, ed. Snímky krajiny poezie: malý výbor z jugoslávských básníků XX. století. Přeložili: Josef Hiršal, Josef Hanzlík, Luděk Kubišta, Ludvík Kundera, Jana Štroblová. (Jmenovitě autoři, jejichž básně Jana Štroblová přeložila: Antun Brano Šimić, Gustav Krklec, Dobriša Cesarić, Nikola Šop, Dragutin Tadihanović, Frano Alfirević, Desanka Makrimovićova.) Praha: Československý spisovatel, 1966. 171 stan. Klub přátel poezie. Malá řada. Výběr; Sv. 36.

### Publikace vydané v zahraničí (výběr)
- ŠTROBLOVÁ, Jana. Die verträumte Henne. Překlad do němčiny M. Vaníčková, výtvarný doprovod Mirko Hanák, Prag: Artia, 1977. 64 stran.
- ŠTROBLOVÁ, Jana. La petite poule rêveuse. Výtvarný doprovod Mirko Hanák. 1977. 64 stran. ISBN 2-7000-0210-5.
- ŠTROBLOVÁ, Jana. Mendori fifin no tabi. Překlad H. Nagahama, 1. vydání, Tókjó: Júgakuša, 1978. 63 stran. Ohanaši gašú širízu; Sv. 1.
- ŠTROBLOVÁ, Jana. A mezök titkai. 1., magyar nyelvü kiadás. (Původní název: Tajemství polí.) Přeložil Tót Elemér. Ilustrace Jan Kudláček a Julie Svobodová. Bratislava: Madách Könyvkiadó, 1984. 192 stran.
- ŠTROBLOVÁ, Jana. Einfahrt ins Paradies verboten. (Původní název: Zákaz vjezdu do ráje.) Přeložila Hermína Marxová. Kevelaer: Anrich, 1990. 220 stran. ISBN 3-89106-097-1.
- ŠTROBLOVÁ, Jana. Hoď vetru košel'u. Přeložil Milan Richter. Dunajská Lužná: MilaniuM, 2005. 116 stran. Česká poézia.ISBN 80-89178-12-X.
- ŠTROBLOVÁ, Jana. Omnia mea mecum porto. Přeložil Văt’o Dragan Rakovski. 1-vo izd. Sofija: Izdatelsko Atelie Ab, 2007. 56 stran. ISBN 978-954-737-650-2.
- ŠTROBLOVÁ, Jana. Migăt zavinagi: stichotvorenija. Přeložil Dimităr Stefanov, ed. 1-vo izdanie. Sofija: Chajni, 2009. 91 stran. ISBN 978-954-9835-80-9.

### Scénáře
- Smrt mouchy (1976) – žánr: psychologický, drama; stopáž: 86 minut; režie: Karel Kachyňa, scénář: Pavel Blumenfeld, Jan Otčenášek, Karel Kachyňa, Jana Štroblová, kamera: Jaroslav Kučera, hudba: Zdeněk Liška, herecké obsazení: Luboš Knytl, Jana Krausová, Miroslava Šafránková, Otakar Brousek ml., Libuše Švormová, Josef Somr, Jaroslav Satoranský, Milena Dvorská, Petr Haničinec a další, střih: Miroslav Hájek, zvuk: Ivo Špalj, Miloslav Hůrka, scénografie: Karel Vacek, kostýmy: Irena Greifová, Eva Lackingerová
- Zvonění na zvonky (1976) – žánr: rodinný televizní film, stopáž 60 minut; režie: Pavel Kraus, scénář: Jana Štroblová, kamera: Věra Štinglová, hrají: Lenka Pichlíková, Bořivoj Navrátil, Jiří Vala, Jaroslava Obermaierová, Bára Štěpánová, Miloš Filipovský, Hana Houbová, Dana Matějková, střih: Jitka Baumanová

### Zhudebněné texty
Vlastní básně nebo přebásněné překlady Mariny Cvetajevové a Novelly Nikolajevny Matvejevové se staly textem pro písně několika interpretů. Básně Jany Štroblové zaujaly také zpěvačku Hanu Hegerovou, která si přála, aby byla její textařkou, k větší spolupráci nakonec nedošlo. Nejznámější jí nazpívanou písní na text Jany Štroblové se stal Hostinec U dvou srdcí (hudba Irena Hodková). Hudební skladatel Hanuš Bartoň napsal hudbu k několika textům Jany Štroblové, nejobsáhlejší je hudební doprovod k poémě Do nikam.

#### Spolupráce s hudebním skladatelem Hanušem Bartoněm
- BARTOŇ, Hanuš: Skrze tmu něčí oko. Písničky a mezihry na texty Jany Štroblové pro mezzosoprán, klarinet, violu a klavír. (2002)
- BARTOŇ, Hanuš: Do nikam. Hudební doprovod pro varhany na stejnojmennou poému Jany Štroblové. (2021)

#### Na gramofonových deskách a CD
- Chuť lásky. Brevíř světové milostné poezie [zvukový záznam na CD]. (Nahráno v roce 1976.) Praha: Supraphon, 2013.
- Country nálada 5 [zvukový záznam na CD]. (Píseň Stará romance z krčmy. Hudba: Věra Martinová, původní text: Novella Matvejevová, český text: Jana Štroblová, zpěv: Věra Martinová, hudební těleso: Karel Vágner se svým orchestrem, nahráno v roce 1988.) Praha: Supraphon, 2019.
- Zrcadlení [zvukový záznam na CD]. (Píseň Já odemkla skříňku rezavou. Hudba: Milan Baginský, autor: Marina Cvetajeva, přebásnila: Jana Štroblová, recitace: Irena Kačírková, klavír: Milan Baginský, natočeno v roce 1974, první vydání v roce 1975.) Praha: Supraphon, 2015.
- HEGEROVÁ, Hana. Cesta [zvukový záznam na CD]. (Píseň Hostinec U dvou srdcí. Hudba: Irena Hodková, původní text: Jana Štroblová, zpěv: Hana Hegerová, dirigent: Milan Dvořák, dirigent: Harry Macourek, hudební těleso: Velký studiový orchestr, nahráno v roce 1971.) Praha: Supraphon, 2016.
- HEGEROVÁ, Hana. Omrvinky [zvukový záznam na CD]. (Píseň Santa Lucia. Český text: Jana Štroblová, hudba a text: Lidová neapolská, zpěv: Hana Hegerová, hudební těleso: Studiový orchestr, nahráno v roce 1984.) Praha: Tomáš Padevět, 2017.
- HEGEROVÁ, Hana. Recital [zvukový záznam na CD]. (Píseň Hostinec U dvou srdcí. Hudba: Irena Hodková, původní text: Jana Štroblová, zpěv: Hana Hegerová, dirigent: Milan Dvořák, dirigent: Harry Macourek, hudební těleso: Velký studiový orchestr, nahráno v roce 1971.) Praha: Supraphon, 2006.
- HEGEROVÁ, Hana. Recital '70 – live [zvukový záznam na CD]. (Píseň Hostinec U dvou srdcí. Hudba: Irena Hodková, původní text: Jana Štroblová, zpěv: Hana Hegerová, hudební těleso: Orchestr Milana Dvořáka, nahráno v roce 1971.) Praha: Supraphon, 2015.
- JANŮ, Petra. Hity a rarity 1975–2022 [zvukový záznam na CD]. (Písně Jedno slunce, Vzpomínka. Hudba: Zdenek Merta, původní text: Marina Cvetajevová, český zpěv: Jana Štroblová, zpěv: Petra Janů, hudební těleso: Kocianovo kvarteto, nahráno v roce 1986.) Praha: Radioservis, 2022.
- JURKOVIČ, Pavel, BLAŽÍKOVÁ, Hana, KRÁL, Tomáš: Ukolébavky [zvukový záznam na CD]. (Píseň Pro Mauglího, hudba: Pavel Jurkovič, původní text: Jana Štroblová, zpěv a harfa: Hana Blažíková, baroque guitat: Jan Krejča, mbira: Martin Rudovský, nahráno v roce 2018.) Praha: Supraphon, 2018.
- PREISS, Viktor, RÖSNER, Boris, SYSLOVÁ, Dana. Milé rozednění. Světová lidová poezie [zvukový záznam na CD]. (Hudba: Milan Baginský, hudební těleso: Komorní soubor, nahráno v roce 1979, první vydání v roce 1980). Praha: Supraphon, 2020.
- WAJSAROVÁ, Věra. Země Delfinie [zvukový záznam na gramofonové desce]. (Píseň Země Delfinie. hudba: Zdeněk Nedvěd, hudba: Oldřich Wajsar, původní text: Novella Matvejevová, překlad: Jana Štroblová, zpěv: Věra Wajsarová, hudební těleso: Minimum, hudební těleso: Virtuosi di Praga, nahráno v roce 1984.) Praha: Supraphon, 1985.
- WAJSAROVÁ, Věra. Měsíc sebevrahů [zvukový záznam na CD]. (Písně Nechci tě, Romance z krčmy, Uteču jednou z těch alejí, Prosba; hudba: Věra Wajsarová, původní text: Jana Štroblová, zpěv, akustická kytara: Věra Wajsarová, hudební těleso: Minimum, nahráno v roce 2007.) Zdeněk Nedvěd - Studio Fontána Publishing, 2007

## Ocenění
- 1990 – Cena města Florencie za poezii
- 1996 – Cena P. O. Hviezdoslava
- 2000 – Čestný doktorát na World Akademy of Art and Culture v Kalifornii
- 2008 – Cena Společnosti pro vědu a umění
- 2011 – Cena „Vlastní cestou“, (Cena Českého centra Mezinárodního PEN klubu za celoživotní dílo)[11][12]
- 2011 – Cena Jána Smreka (za celoživotní dílo)[13]
- 2011 – Cena Františka Hrubína (za sbírku Neviditelné obrazy)[14]